# Euchalcia uraliensis
Euchalcia uraliensis är en fjärilsart som beskrevs av Freyer 1842. Euchalcia uraliensis ingår i släktet Euchalcia och familjen nattflyn. Inga underarter finns listade i Catalogue of Life.